# Erin Doherty
Erin Rachael Doherty (Crawley, 16 juli 1992) is een Britse actrice die de jonge prinses Anne speelde in het derde en vierde seizoen van The Crown (2019-2020) en psycholoog Briony Ariston in Adolescence (2025).

## Biografie
Doherty is van Ierse afkomst en komt uit Crawley in West Sussex. Haar grootvader (vaderskant) kwam uit Carndonagh. Kort na de scheiding van haar ouders, begon ze op vierjarige leeftijd met acteren samen met haar oudere zus Grace.
Doherty ging naar de Hazelwick School in Crawley. Ze was een getalenteerde voetballer en aanvoerder van de Crawley Wasps. Toen ze werd gescout door Chelsea Women, koos ze er echter voor zich op haar acteercarrière te richten.
Doherty ging één jaar naar de Guildford School of Acting (2011-2012) en vervolgde haar opleiding aan de Bristol Old Vic Theatre School (2012–2015). Na haar afstuderen verscheen ze in een aantal theaterproducties in toonaangevende theaters van Londen. Ze kreeg onophoudelijk positieve recensies van vooraanstaande theatercritici.
Doherty verscheen in 2016 voor het eerst op televisie in een aflevering van Call the Midwife, gevolgd door een rol in BBC-miniserie Les Misérables (2018). In 2019 verscheen Doherty als prinses Anne in het derde seizoen van The Crown. Als voorbereiding op deze rol verdiepte ze zich in Annes leven en oefende ze met het verlagen van haar stem om meer als de prinses te klinken. In 2022 speelde Doherty de hoofdrol in het drama Chloe. Daarnaast werd ze gecast als Anne Askew in de horrorfilm Firebrand (2023). In 2024 speelde ze Clare in de Britse psychologische thriller Reawakening, naast Jared Harris en Juliet Stevenson.
In 2025 vertolkte ze de rol van forensisch psycholoog Briony Ariston in de Netflix-miniserie Adolescence. De serie onderscheidt zich door afleveringen die uit onafgebroken opnames bestaan. In aflevering 3 van 52 minuten deelt Doherty het scherm bijna voortdurend met hoofdrolspeler Owen Cooper. In hetzelfde jaar werkte ze opnieuw samen met producent Stephen Graham en speelde ze Mary Carr in A Thousand Blows van Disney+
Doherty heeft een relatie met collega-actrice Sophie Melville. In 2024 was Doherty een van de beroemdheden die werd gekozen om voor Engeland te voetballen tegen het Wereldelftal in het liefdadigheidsevenement Soccer Aid voor UNICEF.

## Filmografie

### Film
| Jaar | Titel       | Rol        |
| ---- | ----------- | ---------- |
| 2023 | Firebrand   | Anne Askew |
| 2024 | Reawakening | Clare      |

### Televisie
| Jaar      | Titel            | Rol            | Zender                     | Opmerkingen              |
| --------- | ---------------- | -------------- | -------------------------- | ------------------------ |
| 2017      | Call the Midwife | Jessie Marsh   | BBC                        | Aflevering 6.2           |
| 2018      | Les Misérables   | Fabienne       | BBC                        | Aflevering 2 en 3        |
| 2020      | Unprecedented    | Dee            | BBC Four                   | Aflevering 1.5           |
| 2019–2020 | The Crown        | Prinses Anne   | Netflix                    | Hoofdrol 15 afleveringen |
| 2022      | Chloe            | Becky          | BBC and Amazon Prime Video | Zes afleveringen         |
| 2025      | A Thousand Blows | Mary Carr      | Disney+                    | Hoofdrol                 |
| 2025      | Adolescence      | Briony Ariston | Netflix                    | Aflevering 3             |

### Theater
| Jaar | Titel                          | Rol              | Plaats                                  |
| ---- | ------------------------------ | ---------------- | --------------------------------------- |
| 2017 | Junkyard                       | Fiz              | Bristol Old Vic                         |
| 2017 | My Name Is Rachel Corrie       | Rachel Corrie    | Young Vic                               |
| 2017 | A Christmas Carol              | Belle            | The Old Vic                             |
| 2018 | The Divide                     | Soween           | The Old Vic                             |
| 2019 | Wolfie                         | Z                | Theatre503                              |
| 2022 | The Crucible                   | Abigail Williams | Olivier Theatre, Royal National Theatre |
| 2024 | Death of England: Closing Time | Carly            | @sohoplace                              |
| 2025 | Unicorn                        | Kate             | Garrick Theatre                         |

## Prijzen en nominaties
| Jaar | Award                      | Categorie                                            | Werk      | Producent             | Resultaat   |
| ---- | -------------------------- | ---------------------------------------------------- | --------- | --------------------- | ----------- |
| 2015 | Stephen Sondheim Society   | Studentartiest van het Jaar                          | Follies   | Garrick Theatre       | Gewonnen    |
| 2017 | BroadwayWorld UK Awards    | Best Actrice in een Nieuwe Productie van een Musical | Junkyard  | Bristol Old Vic       | Genomineerd |
| 2017 | Manchester Theatre Awards  | Best Actrice in een Studio-productie                 | Wish List | Royal Exchange Studio | Gewonnen    |
| 2019 | Screen Actors Guild Awards | Uitstekende Actrice in een Televisieserie            | The Crown | Netflix               | Gewonnen    |
| 2020 | Screen Actors Guild Awards | Uitstekende Actrice in een Televisieserie            | The Crown | Netflix               | Gewonnen    |
| 2020 | Newport Film Festival      | Doorgebroken Artiest van het Jaar                    | The Crown | Netflix               | Gewonnen    |
| 2022 | Diva Awards                | Acteur van het Jaar                                  | Chloe     | BBC                   | Genomineerd |